# Radomir Vukčević
Radomir Vukčević (Knin, 1941. szeptember 15. – Split, 2014. november 28.) Európa-bajnoki ezüstérmes horvát labdarúgókapus. 

## Pályafutása

### A válogatottban
1967 és 1971 között 9 alkalommal szerepelt a jugoszláv válogatottban. Részt vett az 1968-as Európa-bajnokságon.

## Sikerei, díjai
Hajduk Split
- Jugoszláv bajnok (1): 1970–71
- Jugoszláv kupa (1): 1966–67, 1971–72

Jugoszlávia
- Európa-bajnoki döntős (1): 1968